# Linters

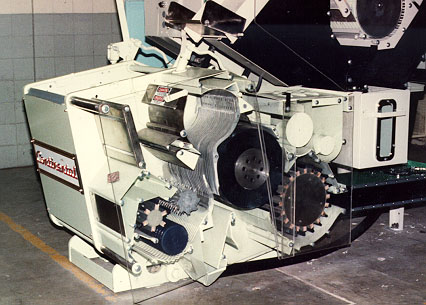
Část moderního vyzrňovacího stroje

Linters jsou vlákna (trichomy) o délce do cca 10 mm, která rostou vedle delších vláken na semenech bavlníku. Z lintersů se nedá vyrábět příze, ale protože obsahují kolem 90 % celulózy, jsou hodnotná surovina na výrobu vysoce kvalitního papíru, filmu, výbušnin atd 
.
Linters se získává odvlákňováním semen oddělených vyzrňováním. Mechanické zpracování se provádí většinou na pilkových rozvolňovacích strojích ve 2-3 stupních - "střizích":
- tzv. prvním střihem procházejí semena (zpravidla) ve vyzrňovací stanici pilkovým strojem, na kterém se získávají vlákna 5-10 mm dlouhá[2]
- tzv. druhým, příp. třetím střihem, se opakovaným rozvolňováním odstraňuje ze semen vlákenné chmýří o délce 2-5 mm [3].

Druhý a třetí střih se většinou provádí u zpracovatele semen.
Semena k použití na nový výsev se často odvlákňují mechanicko-chemickým zpracováním s přídavkem cca 10% kyseliny sírové.
Podíl lintersu na váze sklízené bavlny (před vyzrněním) obnáší cca 6 %.
Prodejní cena lintersových vláken se dá jen odhadovat podle dostupných jednotlivých údajů na 20-30 % ceny příslušné bavlny. Např. v září 2020 se pohybovala kolem 0,88 USD/kg. 